# Аркин, Исидор Аркадьевич
Исидор Аркадьевич Аркин (1 июня 1904, Кременчуг, Полтавская губерния — 12 ноября 1967) — советский музыкант, симфонический дирижёр, композитор и музыкальный педагог. Заслуженный артист Татарской АССР (1945), заслуженный деятель искусств Северо-Осетинской АССР.

## Биография

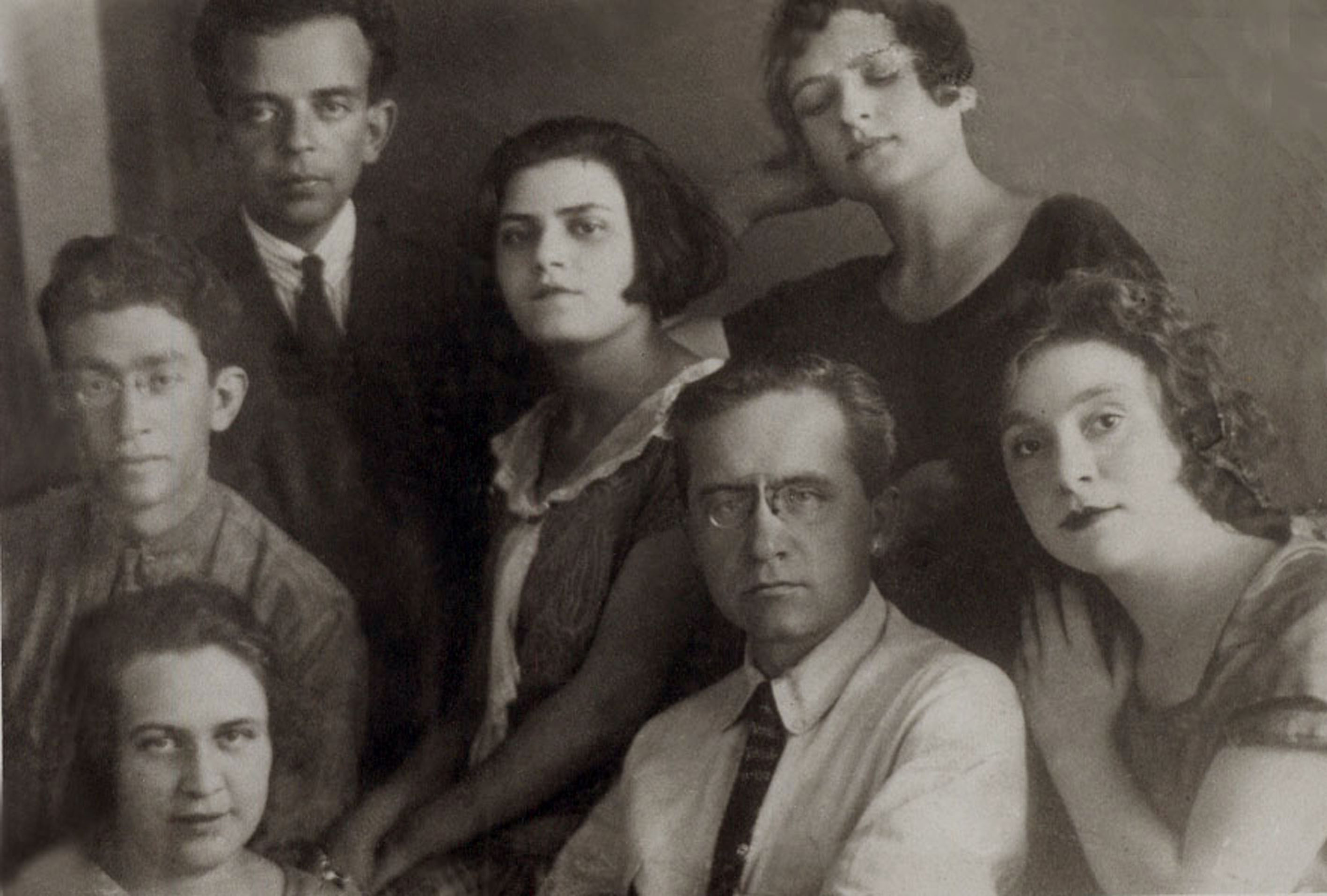
С. С. Богатырёв с учениками в Харьковской консерватории, слева направо: Е. Адливанкина, М. Полевский, И. Аркин (в верхнем ряду слева), Г. Маречек, А. Лаврова-Щербинина, М. Итигина. (Конец 1920-х гг. Фото из семейного архива Ю. Щербинина)

Родился в семье Арона и Марии Яковлевны Аркиных. Имел братьев — Семёна и Аркадия.
Окончил Харьковский музыкально-драматический институт (1927), ученик Н. Малько (дирижирование) и С. Богатырева (композиция). Заведовал музыкальной частью украинского театра в Ленинграде, соорганизатор Государственного украинского театра «Октябрь».
С 1938 по 1939 год работал в Воронежской филармонии, дирижёр симфонического оркестра.
Работал в филармоническом симфоническом оркестре у А. В. Гаука, в блокадном Ленинграде, с 1944 по 1946 — музыкальный руководитель и главный дирижёр в Казанском оперном театре.
Главный дирижёр Таджикского музыкального театра, симфонических оркестров в Воронеже, Иванове.
Возглавлял Государственный симфонический оркестр Северо-Осетинской АССР
С начала 1950-х годов жил и работал в Москве, дирижёр в Союзе кинематографистов СССР, преподаватель класса дирижирования и руководитель симфонического оркестра музыкального училища при Московской консерватории.
Автор статей по вопросам обучения музыкантов оркестра, массовых песен, песен для детей; музыки к театральным спектаклям («Яблоневый плен» И. Днепровского, «Коммуна степи» Н. Кулиша и др.)

 За дирижёрским пультом он буквально жил каждым звуком, на репетиции многократно оттачивал каждую ноту оркестрового звучания и был беспощаден к провинившимся музыкантам. Он же на уроках дирижирования смотрел, как студенты дирижируют игрой концертмейстера.— В.А.Чудинов

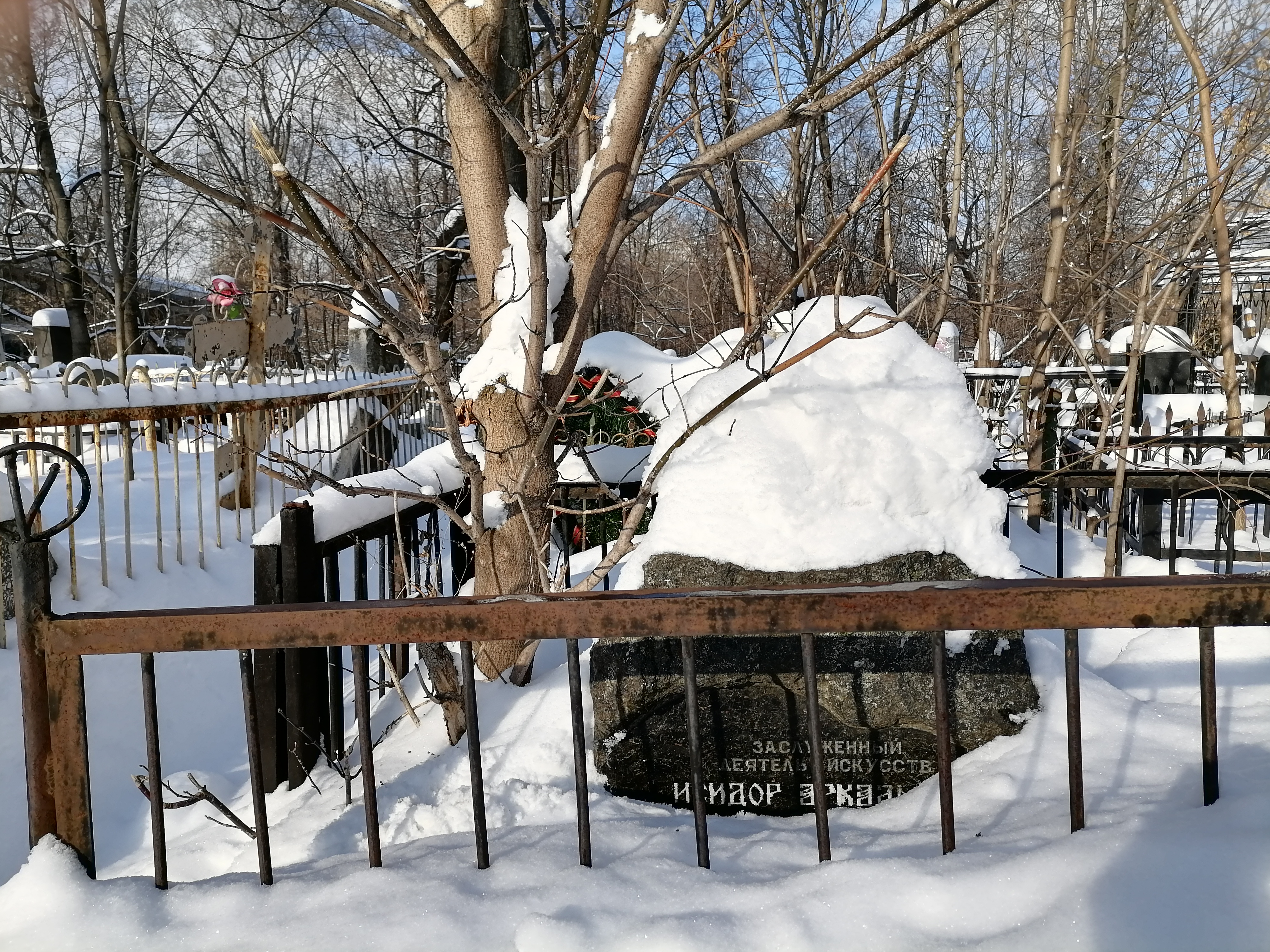
Могила на Ваганьковском кладбище

Похоронен в Москве на Ваганьковском кладбище (13 уч.).